# Les Dites Cariatides
(Charles Baudelaire, La Beauté)
Les Dites Cariatides è un documentario del 1984 scritto e diretto da Agnès Varda. Nel 2005 la regista francese realizza un secondo cortometraggio, Les Dites Cariatides bis, che include scene non utilizzate nel precedente.

## Trama
Lo sguardo e la parola di Agnès Varda guidano lo spettatore alla scoperta delle cariatidi neo-classiche che adornano i palazzi di Parigi. L'ammirazione per queste colonne umane è accompagnata dai versi di Charles Baudelaire e dalle musiche di Jacques Offenbach.